# Ban Bí thư Trung ương Đảng Lao động Triều Tiên
Ban Chính vụ Ban chấp hành Trung ương Đảng Lao động Triều Tiên (tiếng Hàn Quốc: 조선로동당 중앙위원회 정무국, Phiên âm: Choseon rodongdang chung-ang wiwonhoe changmugug, tiếng Việt: Triều Tiên Lao động Đảng Trung ương Uỷ viên hội Chính vụ Cục) trước đây được gọi là Ban Bí thư Trung ương Đảng Lao động Triều Tiên là cơ quan chấp hành của Đảng, đồng thời quản lý công việc cho Bộ Chính trị và Ủy ban thường vụ Bộ Chính trị, đứng đầu là Bí thư thứ nhất. Cùng với Bộ Chính trị và Ủy ban Kiểm tra Trung ương, Ban Bí thư là một trong ba tổ chức có quyền lực tối cao trong Đảng Lao động Triều Tiên.

## Lịch sử
Ban bí thư, tiền thân của Ban Chính vụ Trung ương Đảng, được thành lập tại Hội nghị đại biểu Đảng Lao động Triều Tiên lần thứ 2 vào tháng 10 năm 1966, tương tự như Ban bí thư Đảng Cộng sản Liên Xô (CPSU) trong thời kỳ Stalin. Lãnh đạo Ban bí thư lúc đó là Tổng bí thư. Cho đến năm 1966, Đảng Lao động không có cơ quan nào giống với Ban bí thư; Điều này bất thường, vì một Ban bí thư là một trong những cơ quan quyền lực nhất của các Đảng cộng sản cầm quyền khác. Ban bí thư được thành lập trong cuộc tranh giành quyền lực với mục đích tăng cường sự kiểm soát của Kim Il-sung đối với các tổ chức cấp dưới của Đảng; vì lý do này, phần lớn các thành viên Ban bí thư đầu tiên là ủy viên Bộ Chính trị hoặc ủy viên dự khuyết Bộ Chính trị. Sau khi cuộc tranh giành quyền lực kết thúc vào năm 1967, 1968, tình trạng của Ban bí thư suy yếu dần; các ủy viên Ban bí thư không chỉ còn là ủy viên Bộ chính trị nữa mà còn là ủy viên Trung ương Đảng, đặc biệt là tại Đại hội VI. Tại đại hội VI, chỉ có ba thành viên (trong số chín ủy viên) là ủy viên Bộ Chính trị: Kim Il-sung, Kim Jong-il và Kim Jung-rin (không phải là thành viên gia đình Kim). Quyền lực của Ban bí thư tiếp tục giảm trong thời gian Kim Jong-il nắm quyền.
Tại Đại hội Đảng Lao động Triều Tiên lần thứ VII (5/2016), Ban bí thư được đổi thành Ban Chính vụ Trung ương Đảng gồm Chủ tịch Trung ương Đảng và các Phó chủ tịch Trung ương Đảng.

## Cơ cấu hiện tại

### Ban Bí thư từ tháng 5/2016
Sau Đại hội Đảng toàn quốc lần thứ VII, cơ cấu Ban Bí thư được sửa đổi như sau:
- Chủ tịch: Kim Jong-un
- Phó Chủ tịch:

Choe Ryong Hae, ủy viên thường vụ Bộ chính trị, phó chủ tịch Ủy ban Quốc vụ Triều Tiên, Chủ tịch Ủy ban Thể dục Quốc gia,
Kim Ki Nam, ủy viên Bộ chính trị, trưởng ban tuyên truyền cổ động Trung ương Đảng
Choe Thae Bok, ủy viên Bộ chính trị, Chủ tịch Hội nghị Nhân dân Tối cao
Ri Su Yong, ủy viên Bộ chính trị, ủy viên Quốc phòng Triều Tiên, trưởng ban Quốc tế
Kim Phyong Hae, ủy viên Bộ Chính trị, trưởng ban cán bộ Trung ương
O Su Yong, ủy viên Bộ Chính trị
Kwak Pom Gi, ủy viên dự khuyết Bộ Chính trị, trưởng ban tài chính kế hoạch trung ương Đảng
Kim Yong Chol,
Ri Man Gon.

## Ủy viên Ban Bí thư Trung ương các thời kỳ

### Bí thư từ 9/2010-4/2012
- Kim Jong-il
- Kim Ki-nam
- Choe Thae-bok
- Choe Ryong-hae
- Mun Kyong-dok
- Pak To-chun
- Kim Yong-il
- Kim Yang-gon
- Kim Phyong-hae
- Thae Jong-su
- Hong Sok-hyong

### Bí thư từ 4/2012-5/2014
- Kim Jong-un,
- Kim Ki Nam (Bí thư phụ trách Tuyên truyền và Lịch sử Đảng, Trưởng ban Tuyên huấn Trung ương)
- Choe Thae-bok (Bí thư phụ trách Giáo dục và đối ngoại, Chủ tịch Hội nghị Nhân dân Tối cao)
- Thứ Soái Choe Ryong Hae
- Mun Kyong Dok (Bí thư phụ trách Bình Nhưỡng),
- Đại tướng Pak To Chun (Bí thư phụ trách Công nghiệp quân sự),
- Kim Yong-il (Bí thư phụ trách các vấn đề Quốc tế, Trưởng ban Quốc tế Trung ương)
- Kim Yang Gon (Trưởng ban Mặt trận thống nhất Trung ương)
- Kim Phyong Hae (Bí thư phụ trách Quản lý cán bộ, Trưởng ban Quản lý cán bộ Trung ương)
- Tae Jong Su
- Hong Sok Hyong
- Đại tướng Kim Kyong Hui (Trưởng ban Tổ chức Trung ương, Bí thư phụ trách các vấn đề Tổ chức)
- Kwak Pom Gi.

### Bí thư từ 5/2014-5/2016
- Kim Kyong-hui (Ủy viên Bộ Chính trị, Trưởng ban Tổ chức Trung ương, Đại tướng quân đội Nhân dân Triều Tiên)
- Kim Ki-nam (Ủy viên Bộ Chính trị, Trưởng ban Cổ động tuyên truyền Trung ương)
- Choe Thae-bok (Ủy viên Bộ Chính trị, Chủ tịch Hội nghị Nhân dân Tối cao)
- Choe Ryong-hae (Ủy viên Bộ Chính trị, Phó Ủy viên trưởng Ủy ban Quốc phòng Triều Tiên, Thứ soái quân đội Nhân dân Triều Tiên)
- Pak To-chun (Ủy viên Bộ Chính trị, Ủy viên Ủy ban Quốc phòng Triều Tiên, Đại tướng quâm đội Nhân dân Triều Tiên)
- Kim Yang-gon (Ủy viên dự khuyết Bộ Chính trị, Trưởng ban Mặt trận Thống nhất Triều Tiên, Ủy viên Ủy ban Thường vụ Hội nghị Nhân dân Tối cao)
- Kim Phyong-hae (Ủy viên dự khuyết Bộ Chính trị, Trưởng ban Cán bộ Trung ương)
- Kwak Pom-gi (Ủy viên Bộ Chính trị dự khuyết)
- Jo Yon-jun (ủy viên Bộ Chính trị dự khuyết, Trưởng ban Tài chính kế hoạch Trung ương, Ủy viên trưởng Ủy ban dự toán Hội nghị Nhân dân Tối cao)
- Kang Sok-Ju (Ủy viên Bộ Chính trị)